# 79-я пехотная дивизия (Российская империя)
79-я пехотная дивизия — пехотное соединение в составе Русской императорской армии.

## История дивизии
Сформирована в июле 1914 года из кадра 44-й пехотной дивизии. Вошла в состав 2-й армии Северо-Западного фронта. 12 сентября 1914 включена в Варшавский отряд Северо-Западного фронта. 30 апреля 1915 включена в формируемый 37-й армейский корпус Северо-Западного фронта.

79-я пехотная дивизия добросовестно дралась с германским противником в тяжёлых боях при Влоцлавске, у Кутно и по Нареву.— А. А. Керсновский. История Русской армии
79-я артиллерийская бригада сформирована в июле 1914 года по мобилизации в Млевском Заводе из кадра, выделенного 44-й артиллерийской бригадой. Летом 1915 г. в составе 5-й армии дивизия действовала в Прибалтике.

## Состав дивизии
- 1-я бригада
  - 313-й пехотный Балашовский полк
  - 314-й пехотный Новооскольский полк
- 2-я бригада
  - 315-й пехотный Глуховский полк
  - 316-й пехотный Хвалынский полк
- 79-я артиллерийская бригада

## Командование дивизии
(Командующий в дореволюционной терминологии означал временно исполняющего обязанности начальника или командира. Должности начальника дивизии соответствовал чин генерал-лейтенанта, и при назначении на эту должность генерал-майоров они оставались командующими до момента своего производства в генерал-лейтенанты).

### Начальники дивизии
- 19.07.1914 — 22.04.1917 — генерал-майор (с 23.03.1915 генерал-лейтенант) Гаврилов, Николай Иванович
- 07.05.1917 — xx.xx.xxxx — командующий генерал-майор Шильдбах, Константин Константинович

### Начальники штаба дивизии
- 02.10.1914 - 02.11.1915 — и. д. полковник Махров, Николай Семёнович
- 22.12.1915 — 08.10.1916 — генерал-майор Борк, Константин Константинович
- 01.11.1916 — 27.07.1917 — полковник (с 02.04.1917 генерал-майор) Штубендорф, Алексей Оттович
- хх.хх.1917 — хх.хх.1917 — и. д. подполковник Изергин, Михаил Ильич
- 11.10.1917 — xx.xx.xxxx — генерал-майор Пионтковский, Иван Николаевич

### Командиры бригады
- 29.07.1914 — 10.08.1915 — генерал-майор Троцкий, Дмитрий Павлович
- 20.09.1915 — 22.12.1915 — полковник (с 21.10.1915 генерал-майор) Зундблад, Александр Оскарович
- 08.02.1916 — 24.10.1916 — полковник (с 22.05.1916 генерал-майор) Мисин, Август Эрнестович
- 15.11.1916 — 12.08.1917 — генерал-майор фон Эттер, Иван Севастьянович
- 12.08.1917 — 10.10.1917 — генерал-майор Тришатный, Константин Иосифович

### Командиры 79-й артиллерийской бригады
- 25.07.1914 — 08.07.1916 — командующий полковник Нордвиг, Александр Алексеевич
- 08.07.1916 — 17.10.1917 — полковник (с 23.01.1917 генерал-майор) Сытин, Павел Павлович